# Liste der Baudenkmale in Rethem (Aller)
In der Liste der Baudenkmale in Rethem (Aller) sind alle Baudenkmale der niedersächsischen Gemeinde Rethem (Aller) (Landkreis Heidekreis) aufgelistet. Der Stand der Liste ist das Jahr 2021.

## Allgemein
Im Jahr 1200 gab es die erste indirekte Erwähnung, bis 1239 die erste direkte Erwähnung erfolgte.

## Baudenkmale in den Ortsteilen

### Rethem (Aller)

#### Gruppe: Amtshof
Die Baudenkmalgruppe „Amtshofe“ hat die ID 32686656

| Lage                                      | Bezeichnung  | Beschreibung | ID       | Bild |
| ----------------------------------------- | ------------ | --- | -------- | ---- |
| Lange Straße 2 52° 47′ 8″ N, 9° 23′ 5″ O  | Burg Rethem  | Die Burg ist im 13. Jahrhundert erbaut worden. Sie steht direkt an der Aller.                                                                                          | 34823970 |      |
| Lange Straße 2 52° 47′ 8″ N, 9° 23′ 5″ O  | Mauerreste   | | 32787770 | BW   |
| Lange Straße 2b 52° 47′ 8″ N, 9° 23′ 7″ O | Wohnhaus     | Das Wohnhaus wurde in der ersten Hälfte des 19. Jahrhunderts erbaut.                                                                                                   | 32787445 |      |
| Lange Straße 4 52° 47′ 8″ N, 9° 23′ 5″ O  | Pförtnerhaus | Das heutige Rathaus wurde 1792 nach Entwürfen des Landbaumeisters Christian Ludwig Ziegler erbaut. Zwischenzeitlich beherbergte es das Amtsgericht Rethem (1852-1859). | 32787239 |      |
| Lange Straße 4a 52° 47′ 6″ N, 9° 23′ 5″ O | Amtshaus     | Das ehemalige Amtsschreiberhaus, auch „Zweites Amtshaus“ genannt, wurde um 1685 erbaut. Es ist somit wahrscheinlich das älteste Haus Rethems.                          | 32787393 |      |

#### Einzelbaudenkmale
| Lage                                                                | Bezeichnung              | Beschreibung | ID       | Bild           |
| ------------------------------------------------------------------- | ------------------------ | --- | -------- | -------------- |
| Bahnhofstraße/Rodewalder Straße 52° 47′ 0″ N, 9° 22′ 35″ O          | Kriegerdenkmal           | | 32787575 |                |
| Bahnhofstraße 2 52° 46′ 54″ N, 9° 22′ 28″ O                         | Empfangsgebäude          | Bahnhof Rethem (Aller) | 32788108 |                |
| Hainholzstraße 11 52° 47′ 5″ N, 9° 22′ 52″ O                        | Wohn-/Wirtschaftsgebäude | | 32788086 | BW             |
| Hinterstraße 52° 47′ 13″ N, 9° 22′ 57″ O                            | Straßenpflaster          | | 32787375 | BW             |
| Hinterstraße 52° 47′ 12″ N, 9° 22′ 54″ O                            | Straßenzug               | | 32787375 |                |
| Hinterstraße 6 52° 47′ 12″ N, 9° 22′ 52″ O                          | Wohn-/Wirtschaftsgebäude | | 32787952 |                |
| Kirchstraße 52° 47′ 10″ N, 9° 22′ 55″ O                             | Straßenzug               | | 32787375 |                |
| Kirchstraße 52° 47′ 11″ N, 9° 23′ 1″ O                              | Kirche St. Marien        | | 32787350 | Weitere Bilder |
| Kirchstraße 2 52° 47′ 10″ N, 9° 23′ 0″ O                            | Wohnhaus                 | Organistenhaus | 32788022 |                |
| Kirchstraße 7/9 52° 47′ 10″ N, 9° 22′ 54″ O                         | Schulhaus                | | 32787903 | BW             |
| Lange Straße 26 52° 47′ 7″ N, 9° 22′ 50″ O                          | Wohn- und Geschäftshaus  | | 32787882 |                |
| Lange Straße 30 52° 47′ 6″ N, 9° 22′ 45″ O                          | Wohn- und Geschäftshaus  | Das Haus wurde in den 1950er Jahren erbaut.                                                                                             | 32788422 |                |
| Londystrasse 52° 47′ 1″ N, 9° 23′ 13″ O                             | Mühle                    | Die 1594 erbaute Bockwindmühle Rethem wurde 1955 von Frankenfeld hier in den Londypark versetzt. Anlass war die 600-Jahr-Feier Rethems. | 32787420 |                |
| Mühlenstraße 3 52° 47′ 9″ N, 9° 22′ 53″ O                           | Wohn-/Geschäftshaus      | | 32787974 | BW             |
| Mühlenstraße 5 52° 47′ 11″ N, 9° 22′ 53″ O                          | Wohnwirtschaftsgebäude   | | 32787997 |                |
| Mühlenstraße 8 52° 47′ 9″ N, 9° 22′ 52″ O                           | Wohnhaus                 | | 32787928 |                |
| Mühlenstraße 36 52° 47′ 11″ N, 9° 22′ 38″ O                         | Wohnhaus                 | | 32787215 |                |
| Rodewaldstraße (B 209)/Stöckener Straße 52° 46′ 51″ N, 9° 22′ 36″ O | Kriegsgräberstätte       | | 32787814 |                |
| Rodewaldstraße 28 52° 46′ 50″ N, 9° 22′ 37″ O                       | Wohnhaus                 | | 32788132 |                |
| Rodewaldstraße 166 52° 45′ 51″ N, 9° 23′ 25″ O                      | Wohn-/Wirtschaftsgebäude | | 32787707 |                |
| Rodewaldstraße 166 52° 45′ 51″ N, 9° 23′ 25″ O                      | Stallanbau               | | 32787728 |                |
| Rodewaldstraße 166 52° 45′ 52″ N, 9° 23′ 25″ O                      | Scheune                  | | 32787749 |                |
| Tiefenbruchsweg/Rodewaldstraße 52° 45′ 50″ N, 9° 23′ 24″ O          | Kriegerdenkmal           | | 32788763 |                |
| Tiefenbruchsweg 199 52° 45′ 22″ N, 9° 23′ 14″ O                     | Wohn-/Wirtschaftsgebäude | | 32787639 |                |
| Tiefenbruchsweg 199 52° 45′ 22″ N, 9° 23′ 14″ O                     | Scheune                  | | 32788177 |                |
| Wiedenbruchstraße 10 52° 47′ 12″ N, 9° 22′ 56″ O                    | Geschäftshaus            | | 32788156 |                |

### Stöcken

#### Gruppe: Hofanlage Postweg 4 (ehem. Nr. 20)
Die Gruppe „Hofanlage Postweg 4 (ehem. Nr. 20)“ hat die ID 32686682.

| Lage                                 | Bezeichnung              | Beschreibung | ID       | Bild |
| ------------------------------------ | ------------------------ | ------------ | -------- | ---- |
| Postweg 4 52° 46′ 10″ N, 9° 21′ 5″ O | Scheune                  |              | 32788306 | BW   |
| Postweg 4 52° 46′ 9″ N, 9° 21′ 6″ O  | Scheune                  |              | 32788285 | BW   |
| Postweg 4 52° 46′ 8″ N, 9° 21′ 6″ O  | Wohn-/Wirtschaftsgebäude |              | 32787835 | BW   |
| Postweg 4 52° 46′ 8″ N, 9° 21′ 5″ O  | Deputatshaus             |              | 32787665 | BW   |
| Postweg 4 52° 46′ 8″ N, 9° 21′ 4″ O  | Schafstall               |              | 32788331 | BW   |

#### Gruppe: Hofanlagen
Die Gruppe „Hofanlagen“ hat die ID 32686756. Zu ihr gehören drei weitere Baudenkmalgruppen mit einzelnen Baudenkmalen.

##### Gruppe: Hofanlage Postweg 13 (ehem. Nr. 29)
Die Gruppe „Hofanlage Postweg 13 (ehem. Nr. 29)“ hat die ID 32686769.

| Lage                                   | Bezeichnung              | Beschreibung | ID       | Bild |
| -------------------------------------- | ------------------------ | ------------ | -------- | ---- |
| Postweg 13 52° 45′ 51″ N, 9° 20′ 19″ O | Wohn-/Wirtschaftsgebäude |              | 32788381 | BW   |
| Postweg 13 52° 45′ 50″ N, 9° 20′ 20″ O | Nebengebäude             |              | 32788402 | BW   |

##### Gruppe: Hofanlage Postweg 15 und 17 (ehem. Nr. 23)
Die Gruppe „Hofanlage Postweg 15 und 17 (ehem. Nr. 23)“ hat die ID 32686793.

| Lage                                   | Bezeichnung              | Beschreibung | ID       | Bild |
| -------------------------------------- | ------------------------ | ------------ | -------- | ---- |
| Postweg 15 52° 45′ 49″ N, 9° 20′ 20″ O | Wohn-/Wirtschaftsgebäude |              | 32787487 | BW   |
| Postweg 15 52° 45′ 49″ N, 9° 20′ 19″ O | Nebengebäude             |              | 32787508 | BW   |
| Postweg 17 52° 45′ 49″ N, 9° 20′ 19″ O | Nebengebäude             |              | 32788068 | BW   |
| Postweg 17 52° 45′ 48″ N, 9° 20′ 18″ O | Wohn-/Wirtschaftsgebäude |              | 32788047 | BW   |

##### Gruppe: Hofanlage Postweg 19 (ehem. Nr. 24)
Die Gruppe „Hofanlage Postweg 19 (ehem. Nr. 24)“ hat die ID 32686805.

| Lage                                   | Bezeichnung              | Beschreibung | ID       | Bild |
| -------------------------------------- | ------------------------ | ------------ | -------- | ---- |
| Postweg 19 52° 45′ 48″ N, 9° 20′ 17″ O | Wohn-/Wirtschaftsgebäude |              | 32787686 | BW   |
| Postweg 19 52° 45′ 48″ N, 9° 20′ 18″ O | Schmiede                 |              | 32787621 | BW   |

#### Einzelbaudenkmale
| Lage                                    | Bezeichnung              | Beschreibung | ID       | Bild |
| --------------------------------------- | ------------------------ | ------------ | -------- | ---- |
| Stöcken 4 52° 45′ 58″ N, 9° 21′ 4″ O    | Scheune                  |              | 32787526 | BW   |
| Stöcken 4 52° 45′ 56″ N, 9° 21′ 3″ O    | Backhaus                 |              | 32787599 | BW   |
| Stöcken 6 52° 45′ 54″ N, 9° 21′ 3″ O    | Backhaus                 |              | 32788446 | BW   |
| Stöcken 7 52° 45′ 53″ N, 9° 21′ 1″ O    | Backhaus                 |              | 32787792 | BW   |
| Im Dorfe 52° 45′ 53″ N, 9° 21′ 11″ O    | Kriegerdenkmal           |              | 32788725 |      |
| Stöcken 11 52° 45′ 47″ N, 9° 21′ 2″ O   | Schafstall               |              | 32788492 | BW   |
| Stöcken 20 52° 46′ 10″ N, 9° 21′ 5″ O   | Scheune                  |              | 32788306 | BW   |
| Stöcken 20 52° 46′ 9″ N, 9° 21′ 6″ O    | Scheune                  |              | 32788285 | BW   |
| Stöcken 20 52° 46′ 8″ N, 9° 21′ 6″ O    | Wohn-/Wirtschaftsgebäude |              | 32787835 | BW   |
| Stöcken 20 52° 46′ 8″ N, 9° 21′ 5″ O    | Deputatshaus             |              | 32787665 | BW   |
| Stöcken 20 52° 46′ 8″ N, 9° 21′ 4″ O    | Schafstall               |              | 32788331 | BW   |
| Im Dorfe 27 52° 45′ 50″ N, 9° 20′ 55″ O | Schafstall               |              | 32788703 |      |

### Wohlendorf

#### Gruppe: Hofanlage
Die Gruppe „Hofanlage“ hat die ID 32686594.

| Lage                                          | Bezeichnung              | Beschreibung | ID       | Bild |
| --------------------------------------------- | ------------------------ | ------------ | -------- | ---- |
| Allermarsch 9 52° 47′ 36″ N, 9° 21′ 52″ O     | Wohnhaus                 |              | 32788264 | BW   |
| Allermarsch 9 52° 47′ 35″ N, 9° 21′ 54″ O     | Scheune/Stall            |              | 32787266 | BW   |
| Allermarsch 9 52° 47′ 35″ N, 9° 21′ 52″ O     | Scheune                  |              | 32787287 | BW   |
| Alte Dorfstraße 9 52° 47′ 35″ N, 9° 21′ 47″ O | Wohn-/Wirtschaftsgebäude |              | 32787308 | BW   |
| Alte Dorfstraße 9 52° 47′ 35″ N, 9° 21′ 46″ O | Backhaus                 |              | 32787329 | BW   |

#### Einzelbaudenkmal
| Lage                                       | Bezeichnung              | Beschreibung                                                                                           | ID       | Bild |
| ------------------------------------------ | ------------------------ | --- | -------- | ---- |
| Auf dem Brinke 52° 47′ 22″ N, 9° 21′ 36″ O | Kriegerdenkmal           | | 32788744 | BW   |
| Auf der Bucht 6 52° 47′ 13″ N, 9° 21′ 7″ O | Friedhof                 | Der Jüdische Friedhof Rethem wurde um 1850 eingeweiht. Er befindet sich direkt am Hof Auf der Bucht 6. | 32788221 | BW   |
| Wohlendorf 13 52° 47′ 24″ N, 9° 21′ 19″ O  | Wohn-/Wirtschaftsgebäude | | 32788242 | BW   |